# Ohábasibisel
Ohábasibisel, Sebes (románul: Ohaba-Sibișel) falu Romániában, Erdélyben, Hunyad megyében.

## Fekvése
Hátszegtől nyugatra, Malomvíztől északkeletre, Szentpéterfalva, Nuksora és Vályadilsi közt fekvő település.

## Története
Ohábasibisel, Sebes, Sebesel ~ Sebisel nevét 1359-ben említette először oklevél Kis Sebes néven. Későbbi névváltozatai: 1359-ben és 1440-ben p. Sebesel, 1733-ban Sébisél, 1750-ben Szibisel Ohaba, 1760–62 között Ohaba Szibisel, 1808-ban Sibisel Delsi, Delsi-Sibisel, Sibisel Ohába, Ohabá-Sibisel, 1861-ben Sibisel, Ohábasibisel, 1913-ban Ohábasibisel.
1519-ben p. Sibisel a Kendefi és a Kenderesi családok birtoka volt.
A trianoni békeszerződés előtt Hunyad vármegye Hátszegi járásához tartozott.
1910-ben 464 lakosából 3 magyar, 440 román volt. Ebből 361 görögkatolikus, 96 görögkeleti ortodox és 5 izraelita volt.

## Források

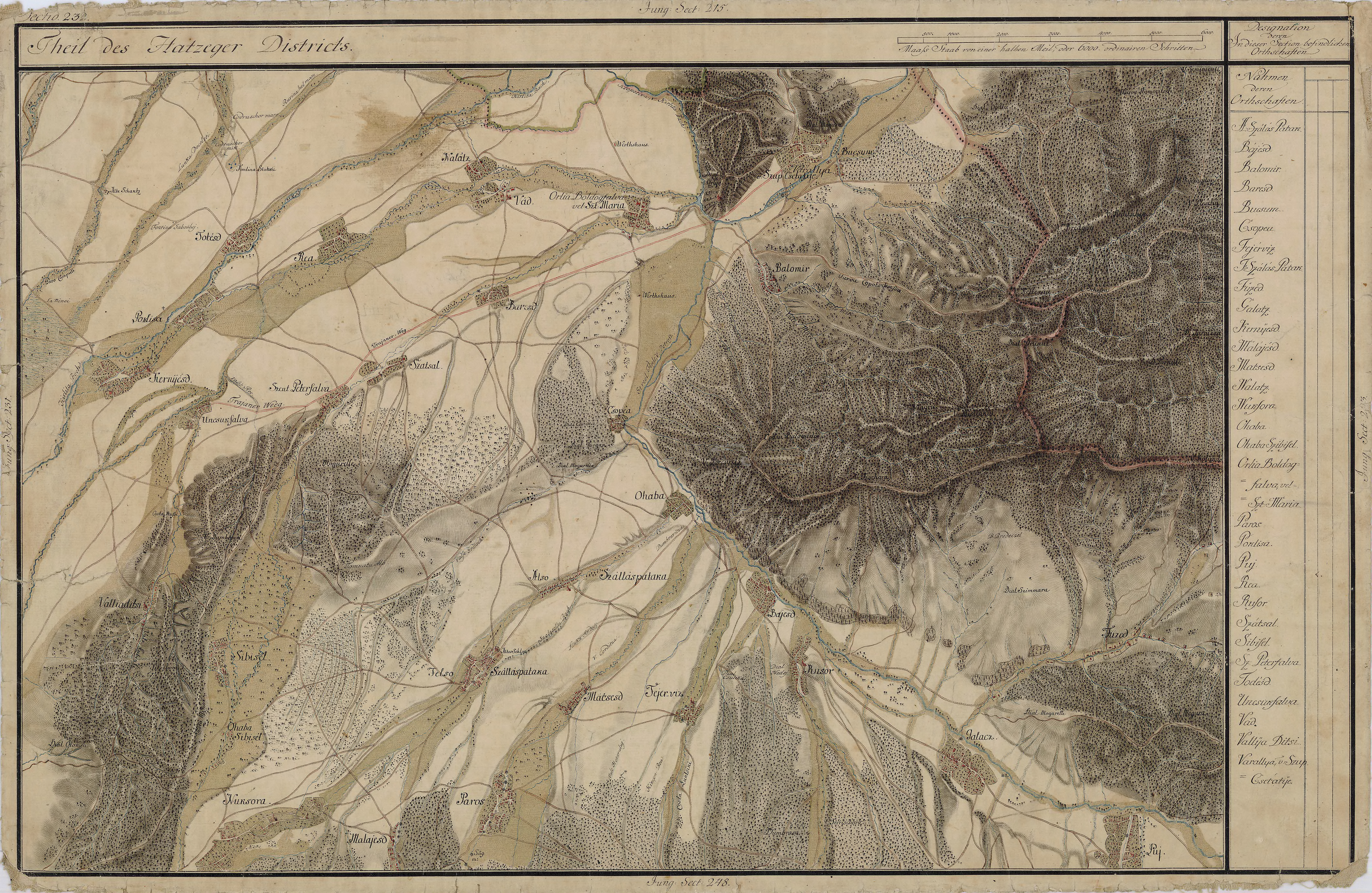
Ohábasebesel egy régi térképen